# نينو (لاعب كرة قدم)
نينو (بالإسبانية: Constantino Ibarra Navarro)‏ هو لاعب كرة قدم إسباني في مركز الدفاع، ولد في 13 يناير 1983 في بسطة في إسبانيا. لعب مع بونفيرادينا وريال جيان ونادي ألكوركون ونادي فياريال ب ونادي لورقة ونادي مليلية.

## وصلات خارجية
- نينو (لاعب كرة قدم) على موقع قاعدة بيانات كرة القدم.إي يو (الإنجليزية)
- نينو (لاعب كرة قدم) على موقع Soccerway.com (الإنجليزية)
- نينو (لاعب كرة قدم) على موقع AS.com (الإسبانية)